# Eisenbahnunfall von Herne
Der Eisenbahnunfall von Herne am 13. Januar 1925 um 7.20 Uhr war der Auffahrunfall zweier Züge im Bahnhof Herne. 24 Menschen starben.

## Ausgangslage
Im Bereich des Bahnhofs Herne waren nach den Beschädigungen der Eisenbahnanlagen während der alliierten Rheinlandbesetzung und dem dabei durchgeführten Regiebetrieb nach der Rückgabe der Anlagen am 15. November 1924 an die Deutsche Reichsbahn-Gesellschaft neue Sicherungstechnik eingebaut worden. Dies geschah wohl in großer Eile und ohne die erforderlichen Kontrollen.
Der P 230 von Dortmund nach Wanne hielt im Bahnhof Herne. Seine Abfahrt dort verzögerte sich um drei Minuten.
Ihm folgte der D 10 von Berlin nach Köln.

## Unfallhergang
Das Personal auf der Lokomotive des D 10 fand alle Signale in Fahrtstellung vor. Da der Zug in Herne halten sollte, bremste der Lokomotivführer bei der Einfahrt seines Zuges in den Bahnhof. Als er das Zugschlusssignal des P 230 bemerkte, löste er sofort eine Schnellbremsung aus, was aber nicht mehr ausreichte, den Aufprall auf den Personenzug, der gerade in der Anfahrt begriffen war, zu verhindern. Die vier letzten Wagen des Personenzugs wurden zertrümmert, zwei weitere schwer beschädigt.
Die Reichsbahndirektion Essen veröffentlichte am Tag des Unglücks folgende Meldung:

„Heute um 7 Uhr 20 Minuten morgens fuhr der D-Zug Nr. 10 auf den im Bahnhof in Herne stehenden vollbesetzten Personenzug Nr. 230 auf. Es herrschte dichter Nebel und Dunkelheit. Bisher sind 21 Tote und 30 bis 35 Leicht- und Schwerverletzte festgestellt. Die Rettungsarbeiten haben sofort begonnen. Der Unfall ist, soweit bis zur Stunde ermittelt werden konnte, vermutlich dadurch entstanden, daß der D-Zug das auf Halt stehende Einfahrtsignal infolge des Nebels überfahren hat. Der Präsident, der Amtsvorstand und alle für den Betrieb verantwortlichen Dezernenten der Reichsbahndirektion Essen sind an Ort und Stelle.“

## Folgen
24 Menschen starben – zwei davon später im Krankenhaus – und 91 weitere wurden verletzt.
In der Sitzung des Preußischen Landtags am 15. Januar 1925 gedachte Landtagspräsident Friedrich Bartels der Opfer und sprach auch im Namen des Parlaments sein Beileid aus.
Die Beerdigung der Toten fand auf Kosten der Reichsbahn in ihren jeweiligen Heimatorten statt.
Die aus Herne stammenden fünf Todesopfer wurden am 17. Januar 1925 unter großer Anteilnahme der Bevölkerung auf dem Kommunalfriedhof beigesetzt. Den Trauerzug säumten 12.000 Menschen. Im Namen des Preußischen Staates bekundete Heinrich Hirtsiefer in seiner Eigenschaft als Minister für Volkswohlfahrt sein Beileid.
Als am 8. Februar 1925 der Eisenbahnunfall im Haushaltsausschuss des Reichstages zur Sprache kam, war die „Schuldfrage an dem Unglück von Herne […] noch nicht restlos geklärt“. Am 9. April begann in Essen ein Gerichtsverfahren gegen Bahnmitarbeiter, denen eine Schuld am Unfall zur Last gelegt wurde. Dabei räumte hinsichtlich der Signalstellung ein „Zeuge die Möglichkeit einer Falschstellung, wie des Versagens der Tastensperre“ ein. Es wurde auch festgestellt, dass „Unregelmäßigkeiten bei dem Herner Bahnhof vorgekommen sind“. Über den Ausgang des Verfahrens ist derzeit nichts bekannt.
Der KPD-Abgeordnete Wilhelm Pieck behauptete in der erwähnten Sitzung des Preußischen Landtags, „die Katastrophe in Herne hätte verhindert werden können, wenn nicht der für die Sicherung des Zuges bestimmte zweite Beamte von der Reichsbahngesellschaft abgebaut worden wäre“.
Insgesamt blieb die offizielle Untersuchung in entscheidenden Punkten vage, so dass aus heutiger Sicht die Unfallursache als ungeklärt zu bewerten ist.
Die Reichsbahn zahlte den Opfern und Hinterbliebenen eine Entschädigung.

## Sonstiges
Der Zug D 10 von Berlin nach Köln war knapp 15 Jahre später in den Eisenbahnunfall von Genthin verwickelt, mit über 200 Toten die bis heute folgenreichste deutsche Eisenbahn-Katastrophe. Dort war dieser Zug allerdings der gerammte Unfallgegner.